# 阿爾斯特伯爵亞歷山大·溫莎
亞歷山大·溫莎（英語：Alexander Windsor，1974年10月24日—），阿爾斯特伯爵，格洛斯特公爵理查的獨子。
亞歷山大的伯父和祖父先後於1972年8月和1974年6月去世，因此亞歷山大出生時是英國王位的第九順位繼承人，排在女王伊莉莎白二世的子女、妹妹、外甥（女）以及他的父親之後，現為第三十二順位繼承人同時亞歷山大也是喬治五世最年長的（男系）曾孫。

## 家庭
2002年，亞歷山大與克萊兒·亞歷山德拉·布絲（Claire Alexandra Booth）結婚，兩人共有1子1女：
1. 閃·理查·安德斯·溫莎（Xan Richard Anders Windsor，2007年出生）
2. 克西瑪·蘿絲·亞歷山德拉·溫莎（Cosima Rose Alexandra Windsor，2010年出生）